# Object Pascal
Object Pascal er et programmeringssprog. Sproget er en objekt-orienteret udgave af det Pascal-programmeringssproget, der først blev udviklingen hos Apple, Udviklingen hos Apple blev ledet af Larry Tesler i samarbejde opfinderen af Pascal, Niklaus Wirth. Object Pascal er inspireret af programmeringssproget Clascal, som fandtes til Apples computer Lisa.
I dag findes der flere dialekter af programmeringssproget, der er udviklet af virksomheder der arbejder med åben og lukket kildekode. De mest kendte dialekter er Delphi (udviklet fra Turbo Pascal) og Free Pascal. Begge er meget ens både når det gælder hvilke programbiblioteker der anvendes og syntaksen. Mange programmer der skrives til det ens sprog kan let tilpasses til det andet så det kan kompileres med det andet.
Efter version 6 af Delphi, holdt Borland op med at kalde sin version af sproget for Object Pascal og skiftede til navnet Delphi i stedet, hvilket betyder at man kan sige at Free Pascal er den førende Object Pascal-compiler, selv om sproget Delphi kun er lidt forskellig fra Object Pascal. Delphi findes kun til Windows og kun til en processortype, mens Object Pascal (Free Pascals implementering) findes i 14 officielle versioner til forskellige platforme og processortyper.
Object Pascal er traditionelt blevet kædet sammen med biblioteker til grafisk udvikling, da Delphi blev udviklet med stærk støtte for grafiske komponenter i Windows med biblioteket VCL. Free Pascal har noget der svarer til VCL kaldet LCL. Delphi har fortsat med at fokusere på grafisk udvikling, både i .NET og Windows. Free Pascal har, selv om der fokuseres på grafisk udvikling og LCL-biblioteket i Lazarus-projektet, også fokus på udvikling af ikke-grafiske programmer på en måde svarende til C++-kompileren GCC/G++.

## Eksempel på kode i Object Pascal[7]
```
program
 
ObjectPascalExample
;

type

  
THelloWorld
 
=
 
class

    
procedure
 
Put
;

  
end
;

procedure
 
THelloWorld
.
Put
;

begin

  
Writeln
(
'Hello, World!'
)
;

end
;

var

  
HelloWorld
:
 
THelloWorld
;
               
{ implicit reference }

begin

  
HelloWorld
 
:=
 
THelloWorld
.
Create
;
      
{ konstruktoren returnerer en reference til et objekt af typen THelloWorld }

  
HelloWorld
.
Put
;
                        

  
HelloWorld
.
Free
;
                       
{ frigiver objektet THelloWorld der bliver refereret til af HelloWorld }

end
.

```